# 모닝빵
모닝빵(morning+pão)은 롤빵의 일종이다. 영어권에서는 "디너 롤(dinner roll)"이나 "스위트 롤(sweet roll)", 또는 "스위트 디너 롤(sweet dinner roll)"로 불린다. 한국에서는 경양식 음식점에서 밥 대신 내거나 밥과 함께 내기도 했다.